# المعري (قنا)
قرية المعري هي إحدى القرى التابعة لمركز قوص في محافظة قنا في جمهورية مصر العربية. حسب إحصاءات سنة 2006، بلغ إجمالي السكان في المعري 9144 نسمة، منهم 4443 رجل و4701 امرأة.